# 정갑주 (법조인)
정갑주(鄭甲柱, 1954년 ~)는 대한민국의 법원장을 지낸 법조인이다. 본관은 하동.

## 생애
정갑주는 1954년에 전라남도 강진군 도암면에서 태어났다. 광주제일고등학교와 서울대학교 법과대학을 졸업하고 사법시험에 합격해 판사에 임용되었다.
광주지방법원과 광주고등법원에서 판사를 하다가 대법원 재판연구관을 거쳐 창원지방법원 대전고등법원 광주고등법원에서 부장판사에 임명되어 재판장을 했으며 창원지방법원  재직 이후에는 광주지방법원 목포지원장을
하며 법원행정을 맡았다. 이후 광주지방법원 전주지방법원 제주지방법원 광주고등법원에서 법원장을 역임했다.
제주지방법원장에 재직할 때 재판장이 판결 결과를 선고한 직후 선고 결과 안내문을 법정 외부 입구에 게시하는 제도인 판결선고결과 게시제도를 도입했던 정갑주는 한나라당 금품 공천 사건의 항소심을 맡은 [[광주고등법원 제주부 재판장을 하면서 선고공판이 있던 2006년 9월 22일에 "나와 친분이 있는 사람들을 어떻게 알았는지 그들을 로비해 영향력을 행사하려 했다"고 하면서 "제주에 부임한 이후 첫 재판에서 로비가 있었던 만큼 엄벌에 처하는 문제를 놓고 고민을 했다 결국 이번에는 사안 자체만을 놓고 결정했지만 다음에도 이런 시도가 있다면 본때를 보여주겠다" 고 했다.

## 주요 판결
광주지방법원 형사합의1부 재판장으로 재직하던 1999년 5월 21일에 자신이 대표이사인 화신상호신용금고 자금 210억여원을 자신이 실제로 소유한 오성건설에 불법대출한 혐의로 구속기소된 광주 남구청장 박용권에 대해 징역5년을 선고했다.
제주지방법원장으로서 광주고등법원 제주부 재판장으로 재직하던 2006년 11월 13일  11월 15일 한진그룹 계열사인 한국공항이 제주도를 상대로 낸 보존자원(지하수) 도외반출허가처분 중 부관취소 소송 항소심 선고 공판에서  "보존자원 도외반출허가처분에 부관을 달 수 있으나 이 사건의 경우 부관의 내용이 행정 목적을 위해 필요한 정도를 과도하게 넘어섰고 원고가 침해 받는 사익이 너무 커 비례원칙에 위배된다" 원고의 청구를 기각한 1심 판결을 취소했다. 2007년 1월 12일에는 2002년 금융기관에 예치된 장학기금을 담보로 4억원을 대출받아 개인적으로 사용하는 등 13회에 걸쳐 9억8540만원을 횡령하고 교육청에 보고하기 위해 예금잔액 증명서를 위조하여 특정경제범죄 가중처벌 등에 관한 법률 위반 혐의로 1심에서 징역 2년6월을 선고받았지만 구속되지 않은 모 문화재단 이사장 좌모씨에 대한 항소심에서 검찰의 공소장 변경에 따라 원심을 파기하면서 징역 2년6월을 선고하고 법정구속했으며 3월 21일에는 제주지역 주류도매업자가 제주세무서장을 상대로 제기한 주류판매업 영업정지처분 취소 청구소송 항소심 선고공판에서 "주세법 등 세법이 정한 기장의무는 납세자가 일정한 사항을 사실대로 장부에 기재하는 것으로 기재내용 자체의 진실성을 그 본질로 하고 있다"며 "매출총액의 10%미만에 해당되는 세금계산서를 발행.교부하지 않은 주류도매업자에게 기장의무 위반을 이유로 영업정지 처분을 한 것은 위법한 처분"이라며 원소승소 판결을 했다. 공천과 관련해 한나라당 제주도당 당직자에게 식사비 명분으로 100만원과 500만원을 제공하여 1심에서 각각 벌금 150만원과 벌금 100만원을 선고받은  한나라당 소속 제주특별자치도의회 의원인 신관홍과 고충홍에게 "공천과정에서 기부행위는 엄벌에 처해야 마땅하지만 당선을 무효화하거나 피선거권을 제한할만큼 큰 영향을 미치지 않은 것으로 판단된다"며 각각 벌금 90만원을 선고하면서 공천을 앞두고 한나라당 제주도당 당직자에게 150만원을 건넨 혐의로 불구속 기소된 강상주 한나라당 제주도당위원장에게도 1심 때보다 10만원 낮은 벌금 90만원을 선고됐다.  10월 27일에는 선거를 10여일 앞두고 선거운동 조직책 6명에게 1인당 50만원씩 300만원을 제공하여 1심에서 징역 10월에 집행유예 2년을 선고받은  한나라당 소속 김경민 의원에게 "금권선거를 야기하고 선거의 투명성을 훼손했다"며 "바람직한 선거풍토의 정착을 위해 엄격한 형의 선고가 불가피하다"고 하면서 벌금 500만원을 선고했지만 서귀포시 모음식점에서 선거구민 20여명에게 21만원 상당의 식사를 제공했다가 기부행위 위반으로 기소돼 1심에서 벌금 100만원을 선고받은 한나라당 소속 한기환 의원에게는 벌금 90만원을 선고 했다.